# 罕布夏 (伊利諾伊州)
罕布夏（英語：Hampshire）是位於美國伊利諾伊州凱恩縣的一個村落。

## 地理
罕布夏的座標為42°05′56″N 88°31′33″W / 42.09889°N 88.52583°W，而該地最高點為海拔高度290米（即952英尺）。

## 人口
根據2010年美國人口普查的數據，罕布夏的面積為23.25平方千米，當中陸地面積為23.25平方千米，而水域面積為0.00平方千米。當地共有人口5563人，而人口密度為每平方千米239人。